# Paul Annacone
Paul Annacone (Southampton, 20 marzo 1963) è un allenatore di tennis ed ex tennista statunitense, vincitore in doppio degli Australian Open e ex coach di Roger Federer e di Pete Sampras.

## Biografia

### Giocatore
Nasce in una famiglia di origine italiana. Diventato professionista nel 1984 dopo buoni risultati a livello di college, ha ottenuto la sua miglior classifica in singolare nel 1985, arrivando alla 12ª posizione nel ranking mondiale ATP. Il suo stile di gioco era basato principalmente sul serve & volley e sul chip & charge nei turni di risposta; il suo risultato migliore negli Slam è arrivato infatti al Torneo di Wimbledon, dove ha raggiunto i quarti di finale nel 1984. Ha vinto nel corso della sua carriera tre titoli di singolare.
È stato soprattutto un giocatore di doppio: in carriera ha ottenuto infatti quattordici titoli, fra cui quello degli Australian Open 1985 in coppia con Christo van Rensburg. Assieme a David Wheaton, nel 1990, ha raggiunto anche la finale degli US Open. La sua miglior classifica l'ha raggiunta nel 1987, quando si issò fino alla terza posizione del ranking.
Si è ritirato dal circuito nel 1992.

### Allenatore
È noto per essere stato a lungo l'allenatore di Pete Sampras. I due hanno lavorato insieme a tempo pieno dal 1995 fino al 2001, e ancora su base part-time nel luglio 2002. Da dicembre 2001 a gennaio 2003 è stato anche direttore del programma High Performance della USTA. A partire dall'autunno del 2004, ha allenato part-time anche il tennista britannico Tim Henman.
Nel novembre 2006 è stato nominato capo allenatore della Lawn Tennis Association, la federazione di tennis britannica.
Nell'aprile 2008 è stato nominato allenatore della nazionale di Coppa Davis del Regno Unito, continuando anche il suo rapporto con la LTA.
Nel maggio 2010 ha annunciato le sue dimissioni da entrambi i ruoli a partire dal novembre dello stesso anno.
Il 28 agosto 2010 è stato assunto da Roger Federer come suo allenatore a tempo pieno, dopo un periodo di prova durato un mese. Anche grazie al suo contributo, il campione svizzero ha conquistato il suo sesto al Masters di fine anno, il settimo Torneo di Wimbledon della carriera e molti altri tornei.
Nel 2017 ha seguito Stan Wawrinka in occasione della stagione su erba, e dall'aprile 2018 siede all'angolo di Taylor Fritz.

## Statistiche

### Doppio

#### Vittorie (14)
| Legenda                                               |
| Grande Slam (1)                                       |
| Masters Grand Prix / ATP Tour World Championships (0) |
| Super 9 (1)                                           |
| Grand Prix / ATP World Series (12)                    |

| N.  | Data              | Torneo                                                   | Superficie       | Compagno             | Avversari in finale            | Punteggio          |
| 1.  | 17 dicembre 1984  | New South Wales Open, Sydney                             | Erba             | Christo van Rensburg | Tom Gullikson Scott McCain     | 7–6, 7–5           |
| 2.  | 18 febbraio 1985  | Lipton International Players Championships, Delray Beach | Cemento          | Christo van Rensburg | Sherwood Stewart Kim Warwick   | 7–5, 7–5, 6–4      |
| 3.  | 29 aprile 1985    | Atlanta Open, Atlanta                                    | Sintetico        | Christo van Rensburg | Steve Denton Tomáš Šmíd        | 6–4, 6–3           |
| 4.  | 30 settembre 1985 | Pacific Coast Championships, San Francisco               | Sintetico        | Christo van Rensburg | Brad Gilbert Sandy Mayer       | 3–6, 6–3, 6–4      |
| 5.  | 9 dicembre 1985   | Australian Open, Melbourne                               | Erba             | Christo van Rensburg | Mark Edmondson Kim Warwick     | 3–6, 7–6, 6–4, 6–4 |
| 6.  | 9 marzo 1987      | Lipton International Players Championships, Miami        | Cemento          | Christo van Rensburg | Ken Flach Robert Seguso        | 6–2, 6–4, 6–4      |
| 7.  | 6 aprile 1987     | Chicago Grand Prix, Chicago                              | Sintetico        | Christo van Rensburg | Mike De Palmer Gary Donnelly   | 6–3, 7–6           |
| 8.  | 20 aprile 1987    | Japan Open Tennis Championships, Tokyo                   | Cemento          | Kevin Curren         | Andrés Gómez Anders Järryd     | 6–4, 7–6           |
| 9.  | 31 ottobre 1988   | Paris Open, Parigi                                       | Sintetico indoor | John Fitzgerald      | Jim Grabb Christo van Rensburg | 6–2, 6–2           |
| 10. | 20 febbraio 1989  | Volvo U.S. National Indoor, Memphis                      | Cemento indoor   | Christo van Rensburg | Scott Davis Tim Wilkison       | 7–6, 6–7, 6–1      |
| 11. | 27 febbraio 1989  | U.S. Pro Indoor, Filadelfia                              | Sintetico indoor | Christo van Rensburg | Rick Leach Jim Pugh            | 6–3, 7–5           |
| 12. | 30 luglio 1990    | Canada Open, Toronto                                     | Cemento          | David Wheaton        | Broderick Dyke Peter Lundgren  | 6–1, 7–6           |
| 13. | 3 maggio 1993     | Verizon Tennis Challenge, Atlanta                        | Terra verde      | Richey Reneberg      | Todd Martin Jared Palmer       | 6–4, 7–6           |
| 14. | 25 ottobre 1993   | China Open, Pechino                                      | Sintetico        | Doug Flach           | Jacco Eltingh Paul Haarhuis    | 7–6, 6–3           |